# Gradski vrt
Gradski vrt – stadion w Chorwacji, znajdujący się w mieście Osijek. Na tym stadionie swoje mecze rozgrywają miejscowe drużyny NK Osijek oraz Fortuna VNO Osijek, a czasami reprezentacja Chorwacji.

## Opis
Stadion został oddany do użytku w 1980 roku. Rekord frekwencji padł w 1982 roku podczas ligowego meczu z Dinamem Zagrzeb, kiedy spotkanie to oglądało około 40 000 widzów.
Pojemność stadionu wynosi 19 500 miejsc (wszystkie siedzące). Posiada także oświetlenie o mocy 1 700 luksów.